# 長尾克子
長尾 克子（ながお かつこ、1939年10月18日 - 2003年6月23日）は、工業技術史学者。

## 経歴
1939年、北海道紋別郡遠軽町で生まれた。旧姓・加藤。北海道札幌西高等学校を卒業し、北海道学芸大学に進学。学生時代は革マル派に関わるが、後に離れた。1963年に北海道学芸大学を卒業し、高校教師となった。一方で北海道大学経済学部で学び、1967年に卒業。
卒業後は、北海道大学経済学部助手に採用された。1973年、法学者の長尾龍一と結婚。1974年、同大学大学院経済学研究科博士課程を中退し、旭川大学専任講師となった。しかし、1978年に東京へ移るため退職。
その後は、1980から1998年まで、法政大学経済学部非常勤講師として教鞭を執った。2000年に静岡文化芸術大学助教授に就いたが、翌2003年に死去。

## 家族・親族
- 夫：長尾龍一は法学者。

## 著作
著書
- 『日本機械工業史：量産型機械工業の分業構造』社会評論社 1995
- 『工作機械技術の変遷』日刊工業新聞社 2002
- 『革命幻想の解体過程：ローザ・レーニン・日本マルクス主義』日刊工業出版プロダクション 2004
- 『日本工作機械史論』日刊工業出版プロダクション 2004

訳書
- 『ベルンシュタイン：民主的社会主義のディレンマ』ピーター・ゲイ著、木鐸社 1980

論文
- ＜長尾克子